# Alan John Dixon
Alan John Dixon (ur. 7 lipca 1927 roku w Belleville, Illinois, zm. 6 lipca 2014) – amerykański prawnik i polityk związany z Partią Demokratyczną.
W latach 1981–1993 reprezentował stan Illinois w Senacie Stanów Zjednoczonych.